# Garthambrus stellata
Garthambrus stellata är en kräftdjursart som först beskrevs av M. J. Rathbun 1906.  Garthambrus stellata ingår i släktet Garthambrus och familjen Parthenopidae. Inga underarter finns listade i Catalogue of Life.